# رقائق الخضار
رقائق الخضار (بالإنجليزية: Vegetable chip)‏ هي رقائق أو رقائق مقلية يتم تحضيرها باستخدام الخضار. يمكن أن تكون رقائق الخضار مقلية أو مجففة أو مخبوزة. يمكن استخدام العديد من الخضروات الجذرية المختلفة أو الخضروات الورقية. يمكن تناول رقائق الخضار كوجبة خفيفة، ويمكن أن تصاحب الأطعمة الأخرى مثل صلصات التغميس، أو يمكن استخدامها كغذاء على الأطباق. في الولايات المتحدة غالبًا ما يتم إنتاج رقائق الخضروات بكميات كبيرة، ويتم تسويق العديد من العلامات التجارية للمستهلكين. في حين أن رقائق البطاطس، بالمعنى الدقيق للكلمة، «رقائق خضروات»، فعادة ما يتم اعتبارها منفصلة. تركز هذه المقالة على رقائق الخضروات وليس البطاطس.

## التحضير والمكونات

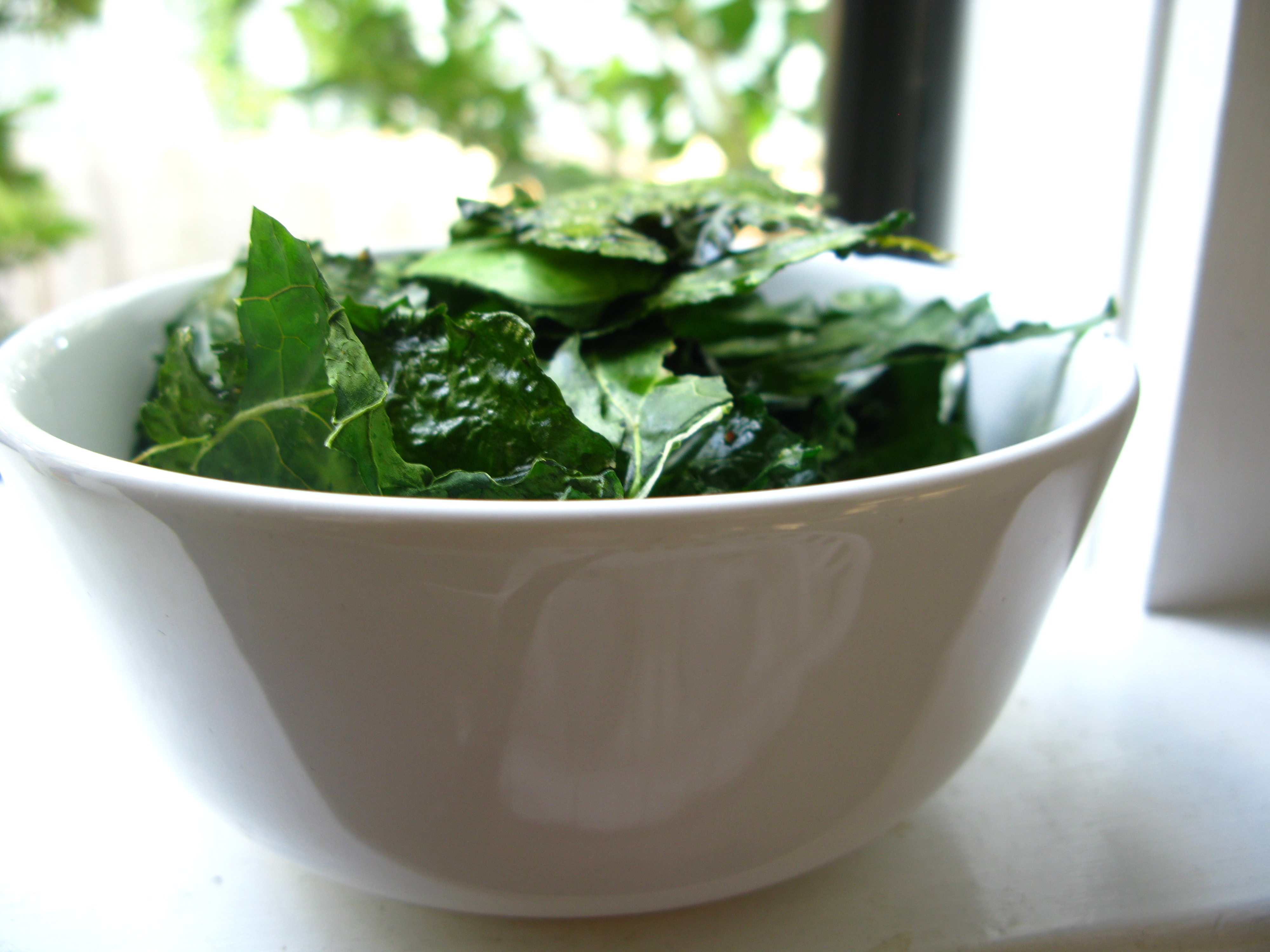
رقائق كرنب أجعد

يمكن تحضير رقائق الخضار مع شرائح الخضار مقلية أو مجففة أو مخبوزة. يمكن إنتاج رقائق الخضروات من مجموعة متنوعة من الخضروات الجذرية والخضروات الورقية مثل الجزر، اللفت، الجزر الأبيض، البقدونس، الكرز، الكرفس، الشمندر، الفجل، الخرشوف، القلقاس، المانجا، بطاطا حلوة، قرع، بصل، ثوم، كوسة، يام، بفرة، سبانخ وشمر. تستخدم بعض أنواع الخضروات المخبوزة المقطعة إلى شرائح والمقلية قليلاً في الزيت ثم تُخبز في الفرن حتى تنضج. تم وصف رقائق الخضار المحضرة بهذه الطريقة بأنها أكثر صحة مقارنة بالرقائق المقلية، خاصة عند تحضيرها باستخدام زيت الزيتون.
يتم تحضير المنتجات البسيطة عن طريق تقطيع الخضار وتجفيفها، دون الحاجة إلى أي طهي. في بعض الأحيان يتم استخدام الماندولين لتقطيع الخضار لشرائح، والتي يمكن أن تتسع للتقطيع الرقيق وتعزز اتساق الحجم. تنكّه رقائق الخضار بالتوابل مثل الملح وملح البحر والفلفل وتوابل الكاجون والكاري والبهارات ومسحوق الشيبوتلي والفلفل الحلو أو المدخن وتوابل أدوبو والثوم المعمر المجفف وغيرها الكثير. قد تحتوي الأصناف ذات الإنتاج الضخم على مواد حافظة غذائية أو جلوتامات أحادية الصوديوم. يمكن صنع رقائق الخضروات في المنزل باستخدام وصفات وطرق تحضير مختلفة.

### رقائق البفرة

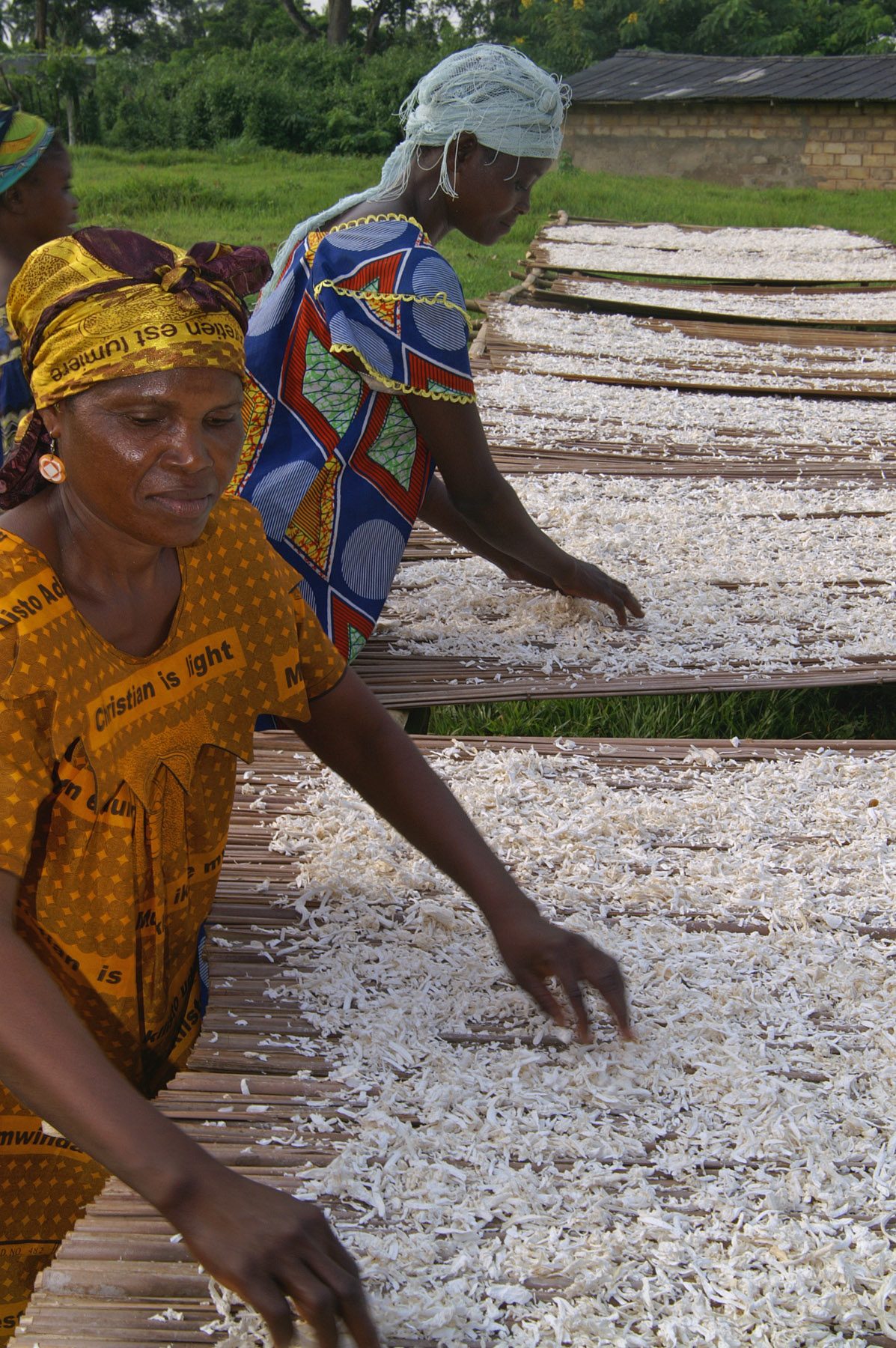
نساء يجففن رقائق البفرة في جمهورية الكونغو الديمقراطية.

تعتبر رقائق البفرة طعامًا شائعًا في معظم أنحاء أفريقيا، بما في ذلك جمهورية الكونغو الديمقراطية، غانا وملاوي. في غانا، تسمى رقائق البفرة كونكونتي (بالإنجليزية: konkonte)‏. تستخدم رقائق البفرة المجففة أيضًا لتكملة محتوى الكربوهيدرات في علف الماشية في غانا. في ملاوي يتم تحضير رقائق البفرة عن طريق نقعها وتقطيعها ثم تركها تجف. هذه هي الوسيلة الأساسية التي يتم من خلالها نقل البفرة إلى الأسواق من مناطق الإنتاج. بالإضافة إلى رقائق البفرة المحضرة من جذور البفرة النيئة المقطعة إلى شرائح رفيعة والتي يتم قليها أو قليها على الفور، يمكن تحضير الرقائق في عملية متعددة المراحل بدءًا من عجينة مصنوعة من دقيق البفرة. تُطهى العجينة على البخار وتُقطع إلى شرائح رقيقة وتُجفف ثم تُقلى بالزيت. هذا النمط من رقائق دقيق البفرة هو طعام شائع في الهند، إندونيسيا، ماليزيا والفلبين.

### رقائق الجزر
رقائق الجزر عبارة عن جزر مقلي أو مجفف. تنتج بعض الشركات الأمريكية رقائق الجزر بكميات كبيرة وتوزعها على المستهلكين.

## الاستهلاك والاستخدام
يمكن تناول رقائق الخضار كوجبة خفيفة، ويمكن أن تكون مصحوبة بصلصات التغميس مختلفة مثل الصلصة والجواكامولي وصلصة الفاصوليا. كما أنها تستخدم كغطاء للحساء والسلطات والأطباق الأخرى.

## الإنتاج بكميات ضخمة
في الولايات المتحدة، يتم إنتاج أنواع مختلفة من رقائق الخضروات بكميات كبيرة ويتم توفيرها في محلات السوبر ماركت.

### العلامات التجارية والشركات
تشمل العلامات التجارية لرقائق الخضار (بخلاف رقائق البطاطس) Calbee وBeanitos وTerra وFood should Taste Good وJicaChips وSensible Portions وTyrrells وUprooted، من بين أشياء أخرى. اعتبارًا من فبراير 2016، تنتج شركة كيتل للأطعمة العلامة التجارية المقلدة لرقائق الخضروات المصنوعة من البطاطا الحلوة، بما في ذلك أصناف مع إضافة البنجر والجزر الأبيض وبدون إضافة. المنتج «متبل قليلاً بالزيت وملح البحر». بدأ تسويق المنتج للمستهلكين في حوالي فبراير 2016.

## قراءة معمقة
- McWilliams، M. (2012). The Story Behind the Dish: Classic American Foods. Greenwood. ص. 189. ISBN:978-0-313-38509-4. مؤرشف من الأصل في 2020-12-02.
- Simone، Rose (23 أبريل 2015). "Martin's explores production of vegetable chips". Waterloo Region Record. مؤرشف من الأصل في 2015-02-13. اطلع عليه بتاريخ 2015-04-25.